# Nyttig kostnad
Nyttig kostnad är inom juridiken det belopp som innehavaren av en fastighet eller en lös sak lagt ner på denna till förhöjande av dess (salu)värde, utan att dock utgiften kunnat anses nödvändig för fastighetens respektive sakens bevarande eller utnyttjande.
Om innehavaren på grund av annan persons bättre rätt måste avträda fastigheten, respektive utlämna saken till denne andre, äger han få den nyttiga kostnaden ersatt, för så vitt han varit i god tro och alltså kunnat förmena sig som ägare befogad att göra ifrågavarande utgift. Ersättningen torde emellertid, på sätt redan i romersk rätt fastslagits, böra begränsas till den värdeökning, som genom den nedlagda kostnaden vunnits. 
I motsats till nyttig kostnad finns begreppen nödig kostnad och överflödig kostnad. Det förra begreppet avseer utgifter, som varit rättsligen eller faktiskt oundgängliga (till exempel lagfartskostnader i fråga om fast egendom, utgifter för föda åt levande djur); det senare åter utgifter, som varit varken nödiga eller nyttiga. Ersättning för nödig kostnad – med avdrag för den vinst, föremålet lämnat sin innehavare – kan tillkomma innehavare även utan god tro; däremot stadgar lagen i intet fall skyldighet att gottgöra överflödig kostnad. 